# Мазур, Мария Николаевна
Мария Николаевна Мазур (род. 14 августа 1935, Мицевцы, Винницкая область) — украинская доярка советских времен, Герой Социалистического Труда.

## Биография
Родилась 1935 года в селе Мецевцы, где окончила школу. Работала сначала звеньевой, потом — дояркой в колхозе «Россия» Дунаевецкого района. В 1959 году добилась надоев в 5000 литров молока в год от каждой закрепленной коровы; в дальнейшем надои постоянно увеличивались.
22 марта 1966 года постановлением ВС СССР как доярка-рекордсмен удостоена звания Героя Социалистического Труда.
С 1967 года — секретарь парторганизации в селе Голозубинцы.
Депутат Верховного Совета СССР 6-7-го созывов, делегат 22-го, 23-го, 24-го и 25-го партсъездов.
Получила высшее базовое сельскохозяйственное образование, возглавляла колхоз в Вихровке (1971—1990), впоследствии — хозяйство в Демьянковцах (1990—2004 годы).
От 2004 года — на пенсии, проживает в городе Дунаевцы.

## Награды
Награждена 2 орденами Ленина (1960, 1966), орденом «Знак Почета», 6-ю медалями ВДНХ, почетный гражданин города Дунаевцы.